# Aire urbaine de Saint-Nazaire
Ne doit pas être confondu avec unité urbaine de Saint-Nazaire.
L'aire urbaine de Saint-Nazaire est une aire urbaine française constituée autour des onze communes de l'unité urbaine de Saint-Nazaire. Constituée de 28 communes de Loire-Atlantique et d'une commune morbihanaise, elle était peuplée de 218 021 habitants en 2014 (213 083 habitants en 2012, 210 574 en 2010) sur un territoire de 1 044,78 km2.

## Caractéristiques
L'aire urbaine de Saint-Nazaire, délimitée en 2010 par l'Insee, comprend 29 communes, dont 28 situées en Loire-Atlantique et une dans le Morbihan. Elle couvre une superficie totale de 1 044,78 km2. En 2014, la population s’élevait à 218 021 habitants ( 210 574 habitants en 2010, 213 083 en 2012).
Parmi ces 29 communes, 11 font partie de son pôle urbain (« grand pôle »), l'unité urbaine de Saint-Nazaire (couramment : agglomération) et 2 à l'unité urbaine de Saint-Joachim - Saint-Malo-de-Guersac.
Les 16 autres communes font partie de la « couronne d'un grand pôle ».
L'aire urbaine de Saint-Nazaire s'étend sur l'Ouest du département à partir de Donges.
L'aire urbaine de Saint-Nazaire fait partie de l'espace urbain de Nantes-Saint-Nazaire.

## Composition
Voici la liste des 29 communes de l'aire urbaine de Saint-Nazaire, selon la définition établie par l'Insee en 2010 ; les chiffres de population sont ceux de la dernière population légale fournis par l'Insee.
| Nom                      | Code Insee | Statut | Superficie (km2) | Population (dernière pop. légale) | Densité (hab./km2) |
| ------------------------ | ---------- | ------ | ---------------- | --------------------------------- | ------------------ |
| Saint-Nazaire (siège)    | 44184      |        | 46,79            | 73 111 (2022)                     | 1 563              |
| Assérac                  | 44006      |        | 32,91            | 1 881 (2022)                      | 57                 |
| Batz-sur-Mer             | 44010      |        | 9,27             | 2 799 (2022)                      | 302                |
| Besné                    | 44013      |        | 17,54            | 3 317 (2022)                      | 189                |
| Crossac                  | 44050      |        | 25,85            | 2 985 (2022)                      | 115                |
| Donges                   | 44052      |        | 48,5             | 8 117 (2022)                      | 167                |
| Drefféac                 | 44053      |        | 14,16            | 2 288 (2022)                      | 162                |
| Férel                    | 56058      |        | 28,9             | 3 445 (2022)                      | 119                |
| Guérande                 | 44069      |        | 81,44            | 16 684 (2022)                     | 205                |
| Herbignac                | 44072      |        | 71,43            | 7 178 (2022)                      | 100                |
| La Baule-Escoublac       | 44055      |        | 22,19            | 16 613 (2022)                     | 749                |
| La Chapelle-des-Marais   | 44030      |        | 18,05            | 4 424 (2022)                      | 245                |
| La Turballe              | 44211      |        | 18,53            | 4 862 (2022)                      | 262                |
| Le Croisic               | 44049      |        | 4,5              | 4 081 (2022)                      | 907                |
| Le Pouliguen             | 44135      |        | 4,39             | 4 007 (2022)                      | 913                |
| Mesquer                  | 44097      |        | 16,72            | 2 156 (2022)                      | 129                |
| Missillac                | 44098      |        | 59,55            | 5 619 (2022)                      | 94                 |
| Montoir-de-Bretagne      | 44103      |        | 36,79            | 7 289 (2022)                      | 198                |
| Piriac-sur-Mer           | 44125      |        | 12,37            | 2 663 (2022)                      | 215                |
| Pontchâteau              | 44129      |        | 55,79            | 11 249 (2022)                     | 202                |
| Pornichet                | 44132      |        | 12,67            | 12 530 (2022)                     | 989                |
| Saint-André-des-Eaux     | 44151      |        | 24,71            | 6 949 (2022)                      | 281                |
| Sainte-Anne-sur-Brivet   | 44152      |        | 25,99            | 3 014 (2022)                      | 116                |
| Sainte-Reine-de-Bretagne | 44189      |        | 19,73            | 2 447 (2022)                      | 124                |
| Saint-Joachim            | 44168      |        | 86,22            | 4 125 (2022)                      | 48                 |
| Saint-Lyphard            | 44175      |        | 24,63            | 5 246 (2022)                      | 213                |
| Saint-Malo-de-Guersac    | 44176      |        | 14,62            | 3 221 (2022)                      | 220                |
| Saint-Molf               | 44183      |        | 22,82            | 2 859 (2022)                      | 125                |
| Trignac                  | 44210      |        | 14,38            | 8 234 (2022)                      | 573                |

Parmi ces communes, onze comptent 10 000 emplois ou plus (outre Saint-Nazaire, ce sont Batz-sur-Mer, Donges, Guérande, La Baule-Escoublac, Le Croisic, Le Pouliguen, Montoir-de-Bretagne, Pornichet, Saint-André-des-Eaux et Trignac).

## Évolution démographique
L'évolution démographique ci-dessous concerne l'unité urbaine selon le périmètre défini en 2010.
| 1968    | 1975    | 1982    | 1990    | 1999    | 2006    | 2011    | 2016    | - | - |
| ------- | ------- | ------- | ------- | ------- | ------- | ------- | ------- | - | - |
| 156 543 | 168 791 | 179 134 | 183 777 | 190 801 | 205 595 | 211 675 | 220 925 | - | - |

## L'aire urbaine de Saint-Nazaire en 1999
Lors de sa définition en 1999, les 172 421 habitants de l'aire urbaine de Saint-Nazaire faisaient d'elle la 47e des 354 aires urbaines françaises. Elle comprenait alors 23 communes, toutes situées en Loire-Atlantique, et couvrait une superficie totale de 728,10 km2. Parmi les 23 communes, 10 faisaient partie de son pôle urbain, l'unité urbaine (couramment : « agglomération ») de Saint-Nazaire (136 886 habitants pour une superficie de 280,92 km2 en 1999).
Les 13 autres communes, dites « monopolarisées », se répartissaient entre 11 communes rurales et 2 communes urbaines, qui forment l'unité urbaine de Saint-Malo-de-Guersac : Saint-Malo-de-Guersac et Saint-Joachim.
L'aire urbaine de Saint-Nazaire s'étendait sur l'ouest du département à partir de Donges, les trois communes de l'unité urbaine de La Turballe exceptées. 
L'aire urbaine de Saint-Nazaire faisait partie de l'espace urbain de Nantes-Saint-Nazaire.

### Les autres aires urbaines du département
- Aire urbaine de Châteaubriant
- Aire urbaine de Nantes
- Aire urbaine d'Ancenis
- Aire urbaine de Redon (commune de Saint-Nicolas-de-Redon)